# Dekanat Barwice
Dekanat Barwice – jeden z 24 dekanatów diecezji koszalińsko-kołobrzeska w metropolii szczecińsko-kamieńskiej. 
W skład dekanatu wchodzą następujące parafie: 
- Barwice, parafia pw. św. Stefana
  - kościół filialny:
    1. Kiełpino
    2. Ostropole
    3. Piaski
- Broczyno, parafia pw. MB Wspomożenia Wiernych
  - kościół filialny:
    1. Czarne Małe
    2. Machliny
- Czaplinek, parafia pw. Świętej Trójcy

- Grzmiąca, parafia pw. MB Królowej Polski
  - kościół filialny:
    1. Czechy
    2. Mieszałki
    3. Nosibądy

  - kaplica:
    1. Sucha
- Łubowo, parafia pw. Wniebowzięcia NMP
  - kościół filialny:
    1. Liszkowo
    2. Ostroróg
    3. Starowice

  - kaplica
    1. Rakowo
- Piława, parafia pw. św. Piotra i Pawła, Ap.
  - kościół filialny:
    1. Dąbie
    2. Juchowo
    3. Łączno
    4. Okole
- Siemczyno, parafia pw. MB Różańcowej
  - kościół filialny:
    1. Piaseczno
    2. Rzepowo
- Sikory, parafia pw. św. Stanisława
  - kościół filialny:
    1. Czarne Wielkie
    2. Polne
    3. Stare Drawsko
- Stary Chwalim, parafia pw. św. Judy Tadeusza
  - kościół filialny:
    1. Lubogoszcz
    2. Ostrowąsy